# Чирешень (Харгіта)
Чирешень, Чирешені (рум. Cireșeni) — село у повіті Харгіта в Румунії. Входить до складу комуни Фелічень.
Село розташоване на відстані 220 км на північ від Бухареста, 46 км на захід від М'єркуря-Чука, 132 км на схід від Клуж-Напоки, 80 км на північний захід від Брашова.

## Населення
За даними перепису населення 2002 року у селі проживали 137 осіб, усі — угорці. Усі жителі села рідною мовою назвали угорську.